# HD210873
HD210873 — хімічно пекулярна зоря спектрального класу
B9 й має  видиму зоряну величину в смузі V приблизно  6,4.
Вона  розташована на відстані близько 511,2 світлових років від Сонця.

## Пекулярний хімічний склад
Зоряна атмосфера HD210873 має підвищений вміст 
Hg
.

## Магнітне поле
Спектр даної зорі вказує на наявність магнітного поля у її зоряній атмосфері.
Напруженість повздовжної компоненти поля оціненої з аналізу
наявних ліній металів
становить  986,3± 593,0 Гаус.